# 551233 Miguelanton
551233 Miguelanton este o planetă minoră (asteroid) din centura de asteroizi. A fost descoperită pe 23 august 2006 la Observatorio Astronomico Pla D'Arguines⁠(d) de . 
Obiectul prezintă o orbită caracterizată de o semiaxă mare de 1,935385707812 UAi, o excentricitate de 0,055806474749074, o înclinație de 18,959320010718 ° în raport cu ecliptica.